# میدلسکس
میدلسکس (به انگلیسی: Middlesex) سابقاً یک شهرستان در جنوب شرقی انگلستان بود و در حال حاضر در محدودهٔ لندن بزرگ واقع شده‌است.باغ‌های گیاه‌شناسی پادشاهی، کیو در این شهر واقع شده است.

## خصوصیات
میدلسکس در سال ۱۹۶۱ میلادی، ۲٬۲۳۴٬۵۴۳ نفر جمعیت و ۶۰۱٫۷ کیلومترمربع مساحت داشت.